# Vojtín
Vojtín (německy Woiden) je zaniklá osada v okrese Český Krumlov v Jihočeském kraji. Stávala 2,5 kilometru východně od Malšína v katastrálním území Šafléřov.

## Název
Název vesnice je odvozen z osobního jméno Vojta ve významu Vojtova ves. V historických pramenech se jméno vsi objevuje ve tvarech: Woytgendorf a Woitendorf (1343), Woydten (1598, 1654), Woyden (1720, 1789) a Woiden (1841).

## Historie
První písemná zmínka o vesnici pochází z roku 1343.

## Obyvatelstvo
|           | 1869 | 1880 | 1890 | 1900 | 1910 | 1921 | 1930 | 1950 |
| --------- | ---- | ---- | ---- | ---- | ---- | ---- | ---- | ---- |
| Obyvatelé | 51   | 48   | 42   | 42   | 46   | 47   | 40   | 22   |
| Domy      | 8    | 8    | 8    | 8    | 8    | 8    | 8    | 5    |

## Obecní správa
Vesnice stávala v katastrálním území Šafléřov, které bylo roku 1953 připojeno k obci Malšín. Při sčítání lidu v letech 1869–1930 byl Vojtín osadou obce Běleň v okrese Kaplice. Roku 1950 byl uveden jako osada obce Ostrov a v dalších letech jako místní část zanikl.